# Ель-Побо
Ель-Побо (ісп. El Pobo) — муніципалітет в Іспанії, у складі автономної спільноти Арагон, у провінції Теруель. Населення — 139 осіб (2010).
Муніципалітет розташований на відстані близько 240 км на схід від Мадрида, 27 км на північний схід від міста Теруель.

## Демографія
Динаміка населення (INE ):